# Catada pectioncera
Catada pectioncera là một loài bướm đêm trong họ Erebidae.